# 연골

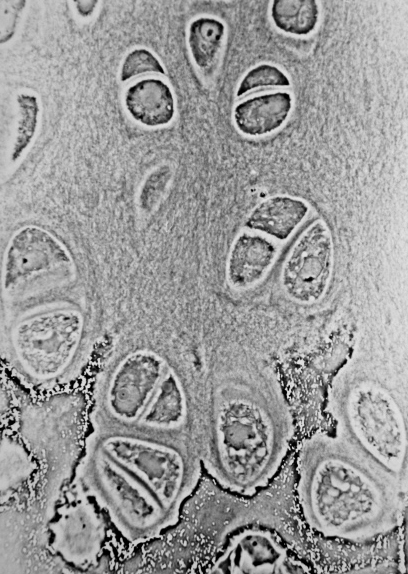

연골(軟骨, 문화어: 삭뼈, 영어: cartilage)은 가파르며 유연한 접속 조직으로 인간과 다른 동물의 몸의 많은 곳에 발견된다. 뼈 사이 그리고귀와 코, 팔꿈치, 무릎과 뒤꿈치, 척추 디스크 등에 존재한다. 그것은 뼈처럼 단단하고 견고하지 않지만 근육보다는 유연하지 못하다. 다른 연결 조직과는 달리 연골은 적혈구를 포함하지 않는다.

## 연골 조직
연골 조직은 세포가 분비한 연골질이 교원 섬유의 그물눈을 채우고 있는 조직이다. 구조상의 특성에 따라 세 종류로 구분되는데, 엄밀한 차이는 아니다.
초자(硝子) 연골은 연골질의 수분 함유량이 많고(60-80%), 콘드로이친 황산 등으로 이루어진 콘드롬코이드를 함유하고 있다. 압력에 대한 저항력이 강하다. 태아의 골격은 먼저 처음에는 초자 연골로 만들어지며, 순차골(順次骨)로 변해간다. 대부분은 성인이 될 때까지 골화(骨化)되지만 늑연골·비연골, 귀의 연골 등은 일생동안 연골인 채로 남아 있으며, 후두·기관의 연골이나 관절 연골도 골화되지 않는다.
섬유 연골은 연골질에 교원 섬유가 풍부하게 존재하며, 보통 가장 바깥쪽에서는 점차 결합 조직으로 이행해 간다. 장력에 대한 저항력이 강하다. 추간(秋間) 원판(圓板)·치골 결합·관절 원판 등이 있다.
탄성 연골은 내부에는 혈관이나 림프관이 분포되어 있지 않기 때문에 영양이나 산소의 보급, 불필요한 물질의 배출 등은 세포에서 세포로 건네진다.
그 때문에 나이가 들면 두꺼운 연골의 깊은 부분은 연골 세포가 사멸하여 석회화나 석면 변성을 일으켜 물러진다. 한번 파괴된 연골은 재생하지 않는다.

## 같이 보기
- 인체 뼈 목록